# Wikidata

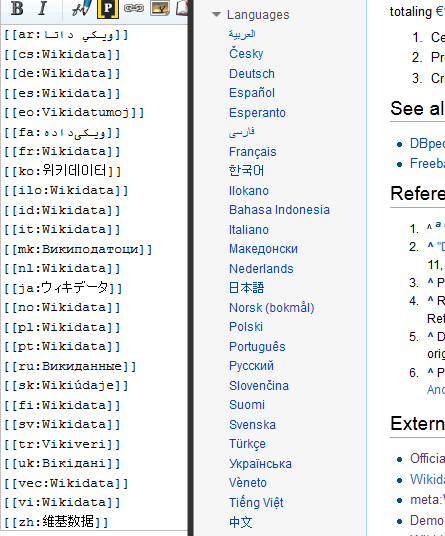
Liên kết trong bài viết của Wikipedia trước khi có Wikidata. Các liên kết hiển thị ở chế độ biên tập như phía bên trái, và được hiển thị khi lưu trang như bên phải.
'Wikidata' là một dự án đang trong quá trình đề xuất nhằm cung cấp cơ sở dữ liệu trong cộng tác sửa đổi để hỗ trợ Wikipedia. Dự án được Wikimedia Deutschland, một chi hội của Wikimedia Foundation tại Đức, khởi động và được thiết kế để cung cấp mã nguồn chung cho các loại dữ liệu nhất định, ví dụ như ngày tháng năm sinh, lớp dữ liệu đã xác nhận, và có thể được dùng trong tất cả các bài viết Wikipedia.
Mỗi bài viết trong danh sách này cần một danh sách liên kết đến tất cả các bài viết trong các ngôn ngữ khác. Bài viết này ở Wikidata sẽ là đầu mối tập trung tất cả thông tin trên.

Liên kết đến Wikidata bằng cách sửa "liên kết ngôn ngữ".

Wikidata được thành lập ngày 30 tháng 10 năm 2012 và là dự án mới đầu tiên của Wikimedia Foundation kể từ năm 2006.
Dự án nhận sự tài trợ của Viện Trí tuệ Nhân tạo Allen, Quỹ Gordon và Betty Moore, và Google Inc., với tổng kinh phí 1,3 triệu euro.
Wikidata là một cơ sở tri thức đa ngôn ngữ được chỉnh sửa cộng tác được tổ chức bởi Wikimedia Foundation. Đây là một nguồn dữ liệu mở phổ biến mà các dự án Wikimedia như Wikipedia có thể sử dụng, và bất kỳ ai khác, theo giấy phép phạm vi công cộng. Mô hình dữ liệu được sử dụng là Khung mô tả tài nguyên. Wikidata được cung cấp bởi phần mềm Wikibase.